# 보팔 가스 누출 사고
보팔 가스 누출 사고(Bhopal gas tragedy) 또는 보팔 참사(Bhopal disaster)는 1984년 12월 2일에서 3일 사이에 인도 마디아프라데시주 보팔에서 화학약품 제조회사인 미국의 다국적 기업인 유니언 카바이드(다우케미컬이 인수)의 현지 화학 공장에서 일어난 사고이다. 이 사고는 농약의 원료로 사용되는 42톤의 아이소사이안화메틸(MIC)이라는 유독가스가 누출되면서 시작되었다. 사고가 발생된 지 2시간 동안에 저장 탱크로부터 유독가스 8만 파운드(36톤 상당)가 노출되었다. 공장을 관리하던 유니온카바이드에 대한 법적 책임을 묻는 소송은 사고 발생 이후 40년이 지났는데도 여전히 진행 중이다.

## 개요
- 일시: 1984년 12월 2일에서 3일 사이
- 장소: 인도 중부 마디아프라데시 주 주도(主道)인 보팔 시의 Union Carbide India Ltd(UCIL)
- 발생 : 시내 중심가에서 약 15km 떨어진 외국지대의 살충제공장 지하가스 저장탱크에서 메틸 아이소사이나이드가 약 1시간 동안 새어나와 인근 지역으로 퍼짐.[1]
- 피해[1]
  - 보팔 시 주민 약 50여만 명 중 20만명이 유독가스를 들이마신 것으로 추정됨.
  - 많은 가축들이 떼죽음을 당함.
- 정부 대응[1]
  - 주 정부는 가스누출사고의 책임자를 체포하도록 명령.
  - 사망자에게 1인당 5천 루피 (당해년도 환산 약 5백달러), 입원 환자에게 1천루피를 지급하기로 결정.

### 사건 진행 과정
- 1934년 미국 소재의 다국적 화학기업인 유니온 카바이드 사가 인도에 UCIL(Union Carbide India, Ltd)라는 지사를 설립
- 1969년에 인도정부의 요청에 따라 보팔에 살충제 생산공장을 설립
- 1981년 보팔공장에서 포스젠 가스사고가 발생
- 1984년 12월 2일 약간의 아이소사이안화 메틸(MIC) 가스가 방출되어 상황이 바로 보고
- 보관탱크에 있던 MIC가스는 불과 2시간 동안에 85%가 방출(36톤)

## 원인

### 안전관리의 미비
보팔 가스 누출의 원인은 저장탱크에 가해진 과도한 압력이다. 압력이 높아지면서 저장탱크의 밸브가 파열되어 탱크 속에 있던 메틸이소시안이 누출되었다. 이 탱크는 항상 높은 압력과 저온 상태가 유지되어야 하는 시설이다. 그렇기 때문에 탱크는 이 압력을 유지할 수 있는 적정온도가 지켜지는 것이 중요했다. 온도가 올라갈 경우 내부 압력이 증가해 폭발할 위험이 있기 때문이다. 그렇기 때문에 안전수칙에 따른 철저한 감독을 해야 하는 시설인데도, 유니언 카바이드사의 공장은 인구 밀집지역에 설립되어 있었음에도 유해시설에 해당하는 공장의 안전시설이 제대로 구비되어 있지 않았다. 최대한 설계비용을 줄이기 위해 검증되지 않은 설계방식을 도입하여 탱크자체가 위험에 노출되어 있는 상황이었다. 또한 안전관리 직원 숫자와 교육을 줄이는 등 안전관리에 소홀하였다. 사건 발생당시에도 가장 기본적인 조기 경보체계도 작동되지 않았다. 또한 잘못된 설계시스템도 사건 발생에 한 몫을 하였다. MIC탱크 압력지시계(PI), 온도 조절 기능 등이 미비되어있었다. 그리고 Scrubber 시스템 오류로 가성 소다 용액 펌프 미작동이 일어났다. 그리고 Flare Stack 설계또한 잘못되어있었다.
점검 보수상에도 문제점이 발견되었다. 누출시 보수 설치 자재가 확보되어있지 않았고 보수할 인력또한 부족하여 안전관리가 소홀했음을 여실히 드러내었다. 이전 1981년 포스겐 가스 누출로 위험성이 보고되었음에도 불구하고 이에 대한 시정조치가 전혀 이루어지지 않았다.

### 다국적 기업들의 공해시설수출
이 참사는 다국적 기업의 공해수출에서 비롯되었다. 미국, 유럽, 일본 등의 선진국가들은 1970년대 이후 환경적으로 유해한 위험산업에 대한 법적 규제를 강화함으로써 유해산업에 대해 엄격한 안전관리시설과 공해방지시설을 요구하게 되었다. 다국적 기업들은 이러한 규제망을 피해 비교적 규제가 약한 아시아, 아프리카 등지로 진출하게 되었다. 이러한 배경으로 인도 보팔시에 미국계 다국적 기업의 농약공장이 들어서게 되어 누출참사가 벌어지게 된 것이다.

## 피해
2,800여명의 인근 주민이 죽었고 20만명 이상의 피해자가 생겨났다. 인도의료연구협회는 사고 발생 10년이 지난 1994년까지 사망자 수가 2만5000명에 이르는 것으로 집계했다. 이 사고는 20세기 최대 인명 피해 사고로 12만 명이 실명과 호흡곤란과 위장장애 등 만성질환을 앓고 있으며 중추신경계와 면역체계 이상으로 인한 중병을 앓고 있는 이도 많고 유전자 돌연변이도 출현하고 있다. 피해 보상을 청구한 사람도 58만 3,000여명에 달한다. 하지만 유니온카바이드사가 가스사고로 유출된 메틸이소시안염 가스의 화학적 구성성분이나 작용 및 영향에 대한 자체 의학연구 결과를 밝히지 않아, 환자들이 적절한 치료를 받지 못하고 있다.

### 환경피해
또한 이 사고로 자연생태계까지 크게 훼손되었다. 또한 공장부지에서 기준보다 2만배에서 6백만배 높은 수은이 검출되었고, 보팔 사람들이 마시는 물에는 12가지의 유독물질이 들어있으며, 이것은 미국 환경보호국이 정한 안전기준치보다 6백배나 높은 함량이다. 사고를 일으킨 유니언 카바이드사의 공장 내 창고 등에는 아직도 425t이 넘는 유독성 폐기물들이 처리되지 않은 채 방치되고 있으며, 토양과 지하수 오염으로 주민들이 유독물질 오염 가능성에 여전히 노출돼 있다.

## 보상관련
인도 정부는 피해보상금으로 33억달러(약 3조5800억원)를 요구했지만, 유니온카바이드는 기나긴 협상 끝에 1989년 4억7000만달러(약 5100억원)를 지불했다. 2014년 인도 정부는 12억달러의 추가보상을, ‘보팔의 정의를 위한 국제 캠페인’이라는 피해자 지지단체는 81억달러 규모의 추가보상을 요구하고 있다.

## 사건 발생 이후
- 1985년 4월 인도 정부는 유니언카바이드사를 상대로 미국의 맨해튼 지방재판소에 제소
- 1986년 5월 인도의 재판소에 관할권이 있다는 판결이 남
- 1989년 2월 인도 최고재판소는 배상 청구액 33억 달러에 대해 4억 7000만 달러의 배상금을 지불하라고 명령
- 1989년, 인도대법원은 유니언 카비아드사의 간부직원들을 처벌할 수 있는 형사 재판은 기각함
- 1989년 말에 성립된 V.P.싱 정권은 이 판결을 무효화하고 재차 보상금 교섭을 하여 잠정 조치로 피해자 50만 명에 대해 36억 루피의 구제금을 방출하라고 함
- 2001년 다우 케미컬이 유니언 카바이드사를 인수함. 그 결과 유니언 카바이드사의 자산과 채무는 모두 다우 케미컬에 귀속됨. 그러나 다우 케미컬 사는 현장을 정화하거나 안전한 식수와 의료봉사를 제공하지 않음.
- 2004년, 보상비 분배 과정의 최종 결과 보상신청 한 56만 6786건 중 약 95퍼센트가 최소금액인 500달러를 지급 받기로 함. 불과 1 퍼센트만 2 ~ 3천 달러를 받았음. 사망 보상신청 2만 2149건 가운데 1만 5100건만 보상됨
- 2013년 현재까지도 보팔 주민들은 다우 케미컬에 장기적인 건강관리 제공과 독성물질 제거, 경제적· 사회적 지원 제공을 요구하고 있지만 다우 케미컬은 요구를 거부하고 있는 상황임
- 2014년 미국과 인도 법원에서 4건의 보팔 참사 관련 소송이 진행 중이지만 해결될 기미는 보이지 않는다고 파이낸셜타임스는 전함[3] 인도 정부가 다우 케미컬에 총 12억 달러의 추가 보상을 요구하는 반면, 다우 케미컬은 유니온 카바이드를 인수하기 전에 합의 보상이 이미 끝났으므로 남은 책임이 없다는 입장. 사고 원인에 대해서는, 유니언 카바이드는 인도 노동자들의 사보타주로 가스가 누출되었다고 주장하나, 피해자들은 공장의 설계 결함과 유지 불량이 사고 원인이라고 지적함.[2]

## 같이 보기
- 2020년 비샤카파트남 가스 누출 사고